# Glénay

Glénay este o comună în departamentul Deux-Sèvres, Franța. În 2009 avea o populație de 536 de locuitori.